# Kerivoula lanosa
Kerivoula lanosa är en fladdermusart som först beskrevs av Andrew Smith 1847.  Kerivoula lanosa ingår i släktet Kerivoula och familjen läderlappar. IUCN kategoriserar arten globalt som livskraftig. Inga underarter finns listade i Catalogue of Life. Wilson & Reeder (2005) skiljer mellan fyra underarter.
Arten blir cirka 8 cm lång (inklusive svans) och väger 6 till 8 g. Den ulliga pälsen är på ovansidan brunaktig och på undersidan ljusare till vitaktig. Även vissa delar av flygmembranen är täckta med hår. Öronen liknar en tratt i utseende och de är vid ett ställe spetsig. Flygmembranen mellan bakbenen är fäst vid hälbenet.
Kerivoula lanosa förekommer i stora delar av Afrika söder om Sahara. Den vistas i fuktiga eller torra skogar samt i savanner med träd. Arten håller sig gärna nära vattenansamlingar som floder.
Individerna vilar ofta i tomma fågelbon eller fågelholkar, till exempel av vävare (Ploceidae). De jagar på natten flygande insekter med hjälp av ekolokalisering. Troligen har arten samma fortplantningssätt som andra läderlappar. De föder vanligen en eller två ungar per kull.